# La caza del Octubre Rojo (novela)
La caza del Octubre Rojo, también publicada con el título La caza del submarino ruso, es una novela escrita por el escritor estadounidense Tom Clancy. Cuenta las aventuras del capitán del submarino soviético Octubre Rojo, Marko Aleksandrovich Ramius, y el analista de la CIA Jack Ryan.
La novela fue publicada originalmente por U.S. Naval Institute Press, siendo el primer trabajo ficticio que ellos publicaran.

## Antecedentes
La caza del Octubre Rojo estuvo inspirada por dos incidentes reales. En 1961, el capitán de la Armada Soviética Jonas Pleškys, un lituano, navegó su submarino de Klaipėda a Gotland, Suecia, y no a su destino planeado, Tallin. Las autoridades soviéticas lo sentenciaron, en su ausencia, a morir fusilado, pero la CIA lo escondió, primero en Guatemala y más tarde en los Estados Unidos. El otro incidente ocurrió el 8 de noviembre de 1975, cuando la fragata soviética Storozhevoy se amotinó. En ese entonces, los líderes de occidente creyeron que era un intento de desertar de Letonia a la isla de Gotland. El motín fue liderado por el oficial político de la nave, capitán Valeri Sablin. El motín fracasó y Sablin fue capturado, juzgado en corte marcial y ejecutado.

## Argumento

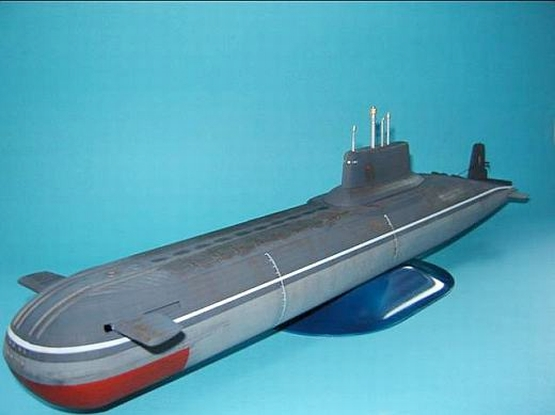
maqueta de submarino SSBN Typhoon

Marko Ramius, un lituano que ha alcanzado los mayores niveles de confianza en la Armada Soviética, trata de desertar a los Estados Unidos con sus oficiales y el submarino nuclear experimental Octubre Rojo, un submarino clase Typhoon equipado con un revolucionario sistema de propulsión sigiloso, descrito como un sistema magnetohidrodinámico, haciendo extremadamente difícil su detección por sónar. El resultado es la última plataforma estratégica de armas, siendo capaz de moverse hasta aguas estadounidenses sin ser detectado. Esto llama la atención inmediatamente a Ryan y a los almirantes del Estado Mayor Conjunto a los que él informa.
Tampoco se pierden detalles acerca de Ramius, cuya deserción es estimulada por otros factores. Él está particularmente afectado por la muerte de su esposa debida a la incompetencia de un doctor. Sin embargo, este no es reprochado, ya que su padre es un miembro del Politburó. La muerte de su esposa, en combinación con muchos años de descontento con la insensibilidad del gobierno soviético hacia sus marineros y el miedo del efecto desestabilizador del Octubre Rojo en la situación mundial, en última instancia agotan la tolerancia de Ramius hacia los defectos del sistema soviético.
Al principio de la novela, Ramius mata al Oficial Político Iván Putin para asegurarse que no interfiera en la deserción. En una carta al Almirante Yuri Padorin (a quien Ramius se refiere como Tío Yuri), Ramius escribe que él va a navegar rumbo a la Bahía de Nueva York. Esto pretende tener el mismo efecto que Hernán Cortés logró cuando quemó sus naves en el Nuevo Mundo. Toda la flota soviética del norte (con algunas excepciones de submarino balísticos, para evitar confusión) es enviada para hundir al Octubre Rojo, bajo la excusa de que se trata de una misión de búsqueda y rescate a menos de 400 kilómetros de la costa estadounidense, un lugar excelente para comenzar una guerra de agresión si las explicaciones no son convincentes.
Jack Ryan, un historiador naval convertido en analista de la CIA, deduce el plan de Ramius. Los altos comandos estadounidenses aceptan la teoría, pero con cautela, planificando ante cualquier contingencia en caso de que la Armada Soviética tenga otras intenciones. Conforme la tensión entre las flotas estadounidense y soviética crece y la tripulación de un submarino de ataque estadounidense descubre el secreto para detectar al Octubre Rojo, Ryan debe contactar al capitán Ramius para prevenir la pérdida de una ventaja tecnológica decisiva. A través de una combinación de circunstancias, Ryan se convierte en el responsable de velar por la seguridad del submarino y Ramius, ante la persecución de la flota soviética. Los Estados Unidos, para hacer creer a los soviéticos que el Octubre Rojo ha sido destruido, rescatan a la tripulación luego de que Ramius declarara una emergencia a bordo; él y sus oficiales permanecen heroicamente a bordo para hundir el submarino. Poco después, un submarino balístico que va a ser retirado, el Ethan Allen, estalla debajo del agua. Estos eventos engañan a los soviéticos, quienes piensan que el Octubre Rojo ha sido perdido. Sin embargo, un agente del Directorio Principal de Inteligencia, encubierto como un cocinero, trata de destruir el Octubre Rojo encendiendo el motor de uno de los misiles, con la esperanza de incinerar la nave. Durante la confrontación con el agente, uno de los oficiales de Ramius es asesinado, mientras que Ramius y un oficial británico que abordó el Octubre Rojo con Ryan son heridos. El agente es matado por Ryan en el compartimento de misiles del submarino.
Mientras tanto, el capitán Tupolev, capitán de un submarino soviético clase Alfa y exalumno de Ramius, mientras rastrea lo que cree que es un submarino clase Ohio, se da cuenta de que es el Octubre Rojo y lo sigue. Los dos submarinos estadounidenses clase Los Angeles que escoltan al Octubre Rojo no pueden disparar debido a las reglas de enfrentamiento, y como resultado el Octubre es torpedeado, pero sobrevive. Luego de un alejamiento lleno de tensión, el Octubre Rojo hunde el submarino de Tupolev, cuando chocan por un costado y es guiado seguramente por los estadounidenses a un dique seco en Norfolk (Virginia).
La última pieza del engaño incluye la recuperación de un medidor de presión en el fondo del océano por un submarino de exploración y salvamento en aguas profundas. Esto prueba a los soviéticos que el hundimiento del Ethan Allen es el del Octubre Rojo. Ahora solo tiene que encontrar el otro submarino de ataque que desapareció al mismo tiempo...

## Recepción
La caza del Octubre Rojo se vendió extremadamente bien y lanzó la exitosa carrera de Clancy como novelista. El presidente Ronald Reagan ayudó al éxito de la novela cuando anunció en una conferencia de prensa que había disfrutado el libro, expresando que era «imposible dejar de leerlo».

## Influencia en los otros libros de Tom Clancy
La caza del Octubre Rojo fue el principio de una serie de libros, vagamente conectada, que comparten una áspera continuidad y muchos de los personajes en la novela. En particular, Jack Ryan se convertiría en el protagonista de muchas de las novelas escritas posteriormente por Clancy, aunque algunas de ellas no tienen relación alguna, como Red Storm Rising.
El destino final del Octubre Rojo es explicado en la novela El cardenal del Kremlin, donde se revela que al navío le fue aplicada ingeniería inversa y fue despojado de toda tecnología. El Octubre Rojo lo hundieron en el fondo del océano para evitar su descubrimiento.

## Adaptación a otros medios

### Cine
La novela fue convertida en una película comercialmente exitosa en 1990, con Sean Connery como Marko Ramius y Alec Baldwin como Jack Ryan.
Hay varias diferencias entre la novela y el filme, incluyendo al Octubre Rojo navegando en la Bahía Chesapeake, cerca de la casa de Tom Clancy en el Condado de Calvert y participación de la Marina Real Británica, incluyendo el HMS Invincible.

### Juegos
La novela también sirvió como base para varios videojuegos, así como para juegos de mesa.